# Cherokee (film)
Pour les articles homonymes, voir Cherokee (homonymie).
Pour plus de détails, voir Fiche technique et Distribution.

Tournage de Cherokee - Photo Perrine Le Maignan

Cherokee est un film français réalisé par Pascal Ortega, sorti en 1991. Il s'agit d'une adaptation du roman homonyme (1983) de Jean Echenoz.

## Synopsis
Une affaire d'héritage, dont deux frères sont les protagonistes.

## Fiche technique
- Titre français : Cherokee
- Réalisation : Pascal Ortega
- Scénario : Gérard Sterin d'après le roman homonyme de Jean Echenoz
- Tournage de Cherokee - Photo Perrine Le MaignanPhotographie : Gérard Sterin
- Musique : Jeff Cohen

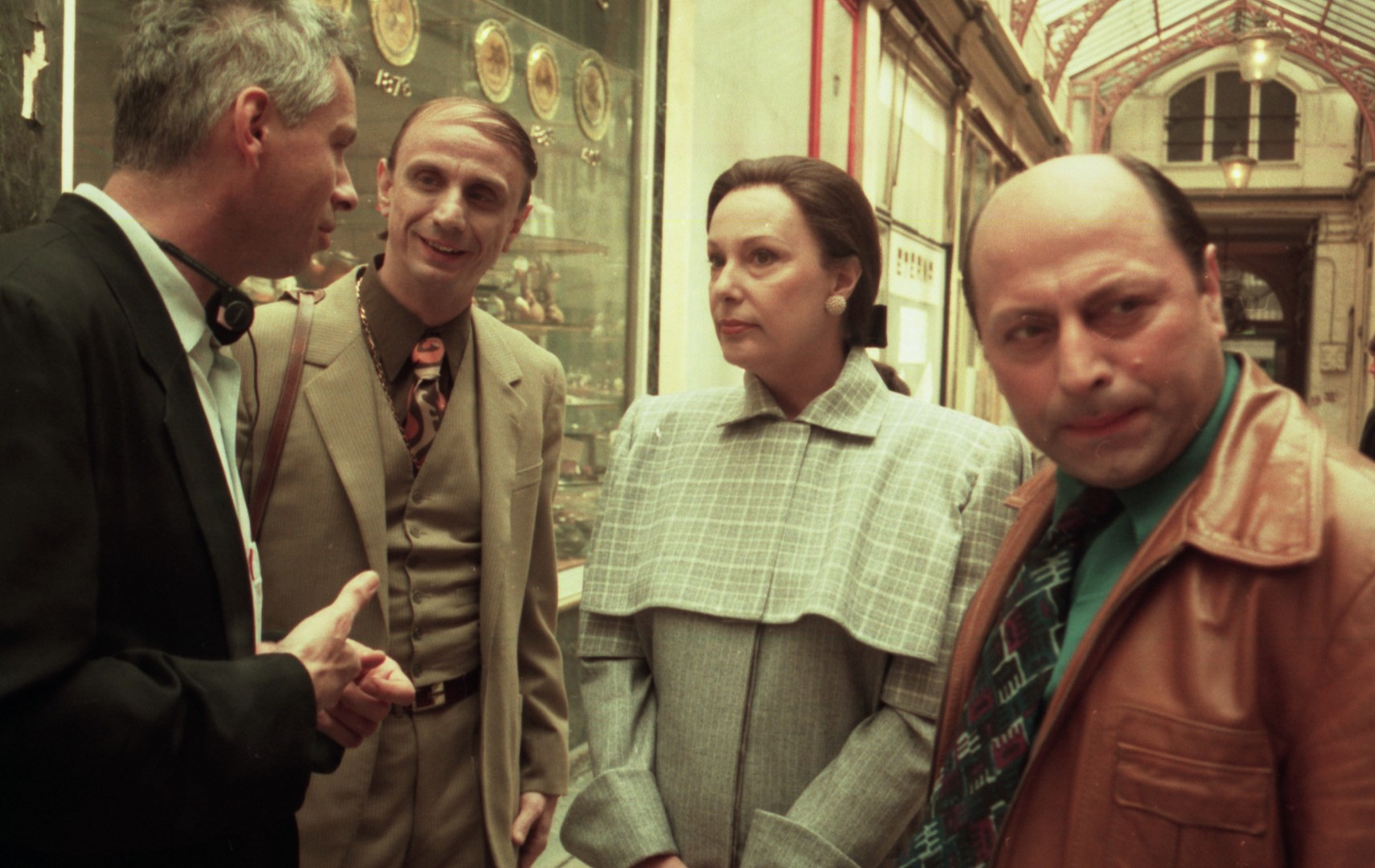
Tournage de Cherokee - Photo Perrine Le Maignan

- Production : Marie-Odile Meguerditchian
- Pays d'origine :  France
- Genre : Comédie
- Format : Couleur - 35 mm - son Dolby
- Durée : 85 minutes (1 h 25)
- Date de sortie : 
  - France : 7 août 1991

## Distribution
- Alain Fromager : Georges
- Bernadette Lafont : Madame Benedetti
- Roland Blanche : Bock
- Gérard Desarthe : Ripert
- Daniel Rialet : Fred
- Carole Richert : Jenny
- Jean-Paul Roussillon : Oncle Fernand
- Marc Citti
- Thomas Vincent